# Григор Пърличев (награда за поема)
„Григор Пърличев“ (на македонска литературна норма: награда Григор Прличев за поема) е годишна литературна награда, присъждана от редакция „Детска радост“ на издателство „Просветно дело“ АД Скопие.
Присъжда се за поезия – най-добро непубликувано стихотворение на македонска литературна норма на автори от Република Северна Македония

## История
Наградата е учредена през 1993 г. от издателство „Просветно дело“ АД. Наградата е кръстена на видния български поет Григор Пърличев, смятан за македонец по националност в Северна Македония. По традиция наградата се присъжда на събитието „Пърличеви беседи“, което се провежда в Охрид от 1952 г., организирано от Центъра за култура „Григор Пърличев“ и библиотеката „Григор Пърличев“.
Наградата се състои от плакет, статуетка на Григор Пърличев, и парична сума.

## Носители на наградата
- 1993 – Михаил Ренджов за „Тој“ [2]
- 1999 – Бранко Цветкоски за „Името.родот.имотот“[3]
- 2001 – Борче Орашански за „Трпеза“[4]
- 2004 – Ефтим Клетников за „Големото незнаење“[5]
- 2005 – Сърбо Ивановски за „Елена“[6]
- 2006 – Владимир Попов за „Тајнопис на гневот“[7]
- 2007 – Ефтим Клетников за „Гоја на пат“[8]
- 2008 – Петре Бакевски за „Атлантида“[9]
- 2009 – Михаил Ренджов за „Предвесница“ [10]
- 2010 – Милорад Стефановски за „Адам од Говрлево“[11]
- 2011 – Трайче Кацаров за „Ако“ [12]
- 2012 – Веле Смилевски за „Век за самување“[13]
- 2013 – Иван Василевски за „Азбукословецот“[14]
- 2014 – Славе Банар за „Амбар“[15]
- 2015 – Глигор Стойковски за „Завет, јад“[16]
- 2016 – Зоран Пейковски за „Македонски стар и нов завет“ [17]
- 2017 – Гордана Стояноска за „Клучевите“[18]
- 2018 – Славчо Ковилоски за „Крале Марко по вторпат“[19]
- 2019 – Стево Симски за „Таинство на богомилите“[20]
- 2020 – Лиляна Пандева за „Капетаните“[21]